# 西武テーオー前停留場
西武テーオー前停留場（せいぶテーオーまえていりゅうじょう）はかつて函館市梁川町にあった函館市交通局（現・函館市企業局交通部、函館市電）宮前線の停留所である。

## 構造
- 2面2線の相対式で、渡り線があった。
- 1966年（昭和41年）から1973年（昭和48年）までは梁川車庫があり、当停留所も「梁川車庫前」という名称であった。
- 入出庫線の名残で、車庫に面した側の停留所が少し短かった。

## 周辺
- 北海道道571号五稜郭公園線
- テーオーデパート（当停留所廃止後の2023年8月31日に閉店）
- 西武百貨店函館店（当停留所廃止後の2003年8月10日に閉店） - 西武の閉店後は、アミューズメント・飲食店を中心としたビル「パボッツ函館」→「テキサス函館」として営業。
- 北海道放送函館放送局

## 歴史
- 1993年（平成5年）4月1日：廃止[1]。

函館市企業局交通部#歴史を参照。

## 隣の停留場
函館市交通局
宮前線（1993年4月1日廃止）
新世橋停留場 - 西武テーオー前停留場 - 梁川町停留場